# Trol
Trol je bitje v nordijski folklori, vključno z nordijsko mitologijo. V staronordijskih virih bitja, opisana kot troli, prebivajo na izoliranih območjih skal, gora ali jam, živijo skupaj v majhnih družinskih enotah in le redko pomagajo ljudem.
V poznejši skandinavski folklori so troli postali bitja zase, kjer živijo daleč od človeških bivališč, niso pokristjanjeni in veljajo za človeku nevarne. Odvisno od vira se njihov videz zelo razlikuje; troli so lahko grdi in počasni ali pa izgledajo in se obnašajo popolnoma kot ljudje, brez posebno grotesknih lastnosti.
Troli so včasih povezani s posebnimi znamenitostmi v skandinavski folklori, ki jih je včasih mogoče pojasniti, kot da so nastali iz trola, izpostavljenega sončni svetlobi. Troli so v sodobni popularni kulturi prikazani v različnih medijih.

## Etimologija
Staronordijska samostalnika trol in trǫll (različno pomenita 'hud, demon, volkodlak, jötunn') in srednjevisokonemški trol, trolle "fiend" (po besedah filologa Vladimirja Orela verjetno izposojen iz stare nordijščine) sta se razvila iz protogermanskega samostalnika srednjega rodu *trullan. Izvor protogermanske besede ni znan. Poleg tega sta se staronorveški glagol trylla 'očarati, spremeniti v trola' in srednjevisokonemški glagol trüllen 'plapoti' razvila iz protogermanskega glagola *trulljanan, izpeljanke iz *trullan.

## Nordijska mitologija
V nordijski mitologiji je trol, tako kot thurs, izraz, ki se uporablja za jötnar in je omenjen v celotnem staronordijskem korpusu. V staronordijskih virih naj bi troli živeli v izoliranih gorah, skalah in jamah, včasih živeli skupaj (običajno kot oče in hči ali mati in sin) in so redko opisani kot koristni ali prijazni. Knjiga Prose Edda Skáldskaparmál opisuje srečanje med neimenovano trolovko in skaldom Bragijem Boddasonom iz 9. stoletja. Glede na razdelek se je Bragi pozno zvečer vozil skozi "določen gozd", ko ga je ženska s trolom agresivno vprašala, kdo je, pri čemer se je opisala:

| staronordijsko: Troll kalla mik trungl sjǫtrungnis, auðsug jǫtuns, élsólar bǫl, vilsinn vǫlu, vǫrð nafjarðar, hvélsveg himins – hvat's troll nema þat? | Prevod Anthonyja Faulkesa: 'Trolls call me :'Troli me kličejo, moon of dwelling-Rungnir, :luna bivališča-Rungnir, giant's wealth-sucker, :velikanov sesalec bogastva, storm-sun's bale, :nevihtno-sončna bala, seeress's friendly companion, :vidkinjina prijazna spremljevalka, guardian of corpse-fiord, :varuh fjorda trupel, swallower of heaven-wheel; :požiralec nebesnega kolesa, what is a troll other than that?' :kaj je trol drugega kot to?' | Prevod John Lindow: They call me a troll, :Pravijo mi trol, moon of the earth-Hrungnir [?] :luna zemlje-Hrungnir [?] wealth sucker [?] of the giant, :sesalec bogastva [?] velikana, destroyer of the storm-sun [?] :uničevalec nevihtnega sonca [?] beloved follower of the seeress, :ljubljeni privrženec vidkinje, guardian of the "nafjord" [?] :varuh "nafjorda" [?] swallower of the wheel of heaven [the sun]. :požiralec nebeškega kolesa [sonca]. What's a troll if not that? :Kaj je trol, če ne to? |  |

Bragi se odzove in opiše sebe in svoje sposobnosti kot spreten skald, preden se scenarij konča.
Pri uporabi staronordijskih izrazov jötunn, trol, þurs in risi, ki opisujejo različna bitja, je veliko zmede in prekrivanja. Lotte Motz je teoretizirala, da so bili to prvotno štirje različni razredi bitij: gospodarji narave (jötunn), mitični čarovniki (trol), sovražne pošasti (þurs) ter junaška in dvorna bitja (risi), pri čemer je bil zadnji razred najmlajši dodatek. Po drugi strani pa je Ármann Jakobson kritičen do Motzijine interpretacije in to teorijo imenuje »nepodprto z nobenim prepričljivim dokazom«. Ármann poudarja, da se izraz uporablja za označevanje različnih bitij, kot so jötunn ali gorski prebivalec, čarovnica, neobičajno močna ali velika ali grda oseba, zli duh, duh, blámaðr, čarobni merjasec, poganski demi -bog, demon, brunnmigi ali berserker.

## Skandinavska folklora
Kasneje so v skandinavski folklori troli opredeljeni kot posebna vrsta bitja. Zabeležene so številne zgodbe o trolih, v katerih so pogosto opisani kot izjemno stari, zelo močni, a počasni in slaboumni, včasih pa so opisani kot ljudožerci in da se ob stiku s sončno svetlobo spremenijo v kamen. Vendar pa naj bi bili tudi troli videti skoraj enako kot ljudje, brez kakršnega koli posebej ostudnega videza, vendar živijo daleč stran od človeških bivališč in imajo na splošno »neko obliko družbene organizacije« - za razliko od rå in näck, ki sta potrjeno kot 'osamljena bitja'. Po besedah Johna Lindowa jih loči to, da niso krščanski in da jih tisti, ki jih srečajo, ne poznajo. Zato so bili troli na koncu nevarni, ne glede na to, kako dobro so se razumeli s krščansko družbo, in troli kažejo navado bergtagninga ('ugrabitve'; dobesedno 'zpenjanja') in preplavljanja kmetije ali posestva.
Lindow navaja, da etimologija besede trol ostaja negotova, čeprav opredeljuje trole v poznejši švedski folklori kot 'naravna bitja' in kot »vsestranska bitja iz drugega sveta, enakovredna na primer vilam v anglo-keltščini tradicije«. »Zato se pojavljajo v različnih selitvenih legendah, kjer so klicana kolektivna naravna bitja«. Lindow ugotavlja, da so troli v folklornih zapisih včasih zamenjani za mačke in 'majhne ljudi'.
Skandinavsko ljudsko prepričanje, da strela prestraši trole in jötnar, se pojavlja v številnih skandinavskih ljudskih pravljicah in je lahko pozen odsev vloge boga Thor v boju s takimi bitji. V zvezi s tem pomanjkanje trolov in jötnarjev v sodobni Skandinaviji včasih pojasnjujejo kot rezultat »natančnosti in učinkovitosti udarcev strele«. Poleg tega odsotnost trolov v regijah Skandinavija je v folklori opisana kot »posledica nenehnega ropota cerkvenih zvonov«. Zaradi tega zvonjenja so troli odšli v druge dežele, čeprav ne brez odpora; številna izročila pripovedujejo, kako so troli uničili cerkev v gradnji ali metali balvane in kamenje v dokončane cerkve. Veliki lokalni kamni so včasih opisani kot produkt trolovega metanja. Poleg tega se v 20. stoletja izvor določenih skandinavskih znamenitosti, kot so določeni kamni, pripisuje trolom, ki so se lahko na primer spremenili v kamen, ko so bili izpostavljeni sončni svetlobi.
Lindow primerja trole iz švedskega ljudskega izročila z Grendlom, nadnaravnim osvajalcem dvorane za medico v staroangleški pesmi Beowulf, in ugotavlja, da »tako kot pesem Beowulf ne poudarja Grendlovega uničenja, ampak čiščenje Beowulfove dvorane, tako tudi sodobne zgodbe poudarjajo trenutek, ko so troli pregnani.«
Manjši troli so v skandinavskem ljudskem izročilu potrjeno živeli v grobiščih in v gorah. Na Danskem so ta bitja zapisana kot troldfolk ("troll-folk"), bjergtrolde (gorski troli) ali bjergfolk (gorski ljudje), na Norveškem pa tudi kot trollfolk ("trol-folk" ) in tusser. Trole lahko opišemo kot majhna, človeku podobna bitja ali visoke kot moški, odvisno od regije izvora zgodbe.
V norveški tradiciji se podobne zgodbe lahko povedo o večjih trolih in Huldrefolku ('skrito ljudstvo'), vendar je med njima narejena razlika. Uporaba besede trow na Orkneyjskih in Shetlandskih otokih, ki pomeni bitja, ki so zelo podobna Huldrefolku na Norveškem, lahko nakazuje skupen izvor izrazov. Besedo trol so poganski nordijski naseljenci na Orkneyju in Shetlandu morda uporabljali kot skupni izraz za nadnaravna bitja, ki bi jih morali spoštovati in se jim izogibati, namesto da bi jih častili. Trol bi se lahko pozneje specializiral kot opis večje, bolj grozeče vrste Jötunn, medtem ko se je Huldrefolk morda razvil kot izraz za manjše trole.
John Arnott MacCulloch je postavil povezavo med staronordijskim vættirjem in troli, kar kaže na to, da bi oba pojma morda izhajala iz duhov mrtvih.
Troll, norveška raziskovalna postaja na Antarktiki, se tako imenuje zaradi razgibanih gora, ki kot troli stojijo okoli tega kraja. Vključuje zemeljsko postajo, ki sledi satelitom v polarni orbiti.

## V popularni kulturi
Skandinavsko ljudsko prepričanje, da strela prestraši trole in jötnarja, se pojavlja v številnih skandinavskih ljudskih pravljicah in je morda pozen odraz vloge boga Thorja v boju s takimi bitji. V zvezi s tem se pomanjkanje trolov in jötnarjev v sodobni Skandinaviji včasih razlaga kot posledica »natančnosti in učinkovitosti strele«. Poleg tega je odsotnost trolov v regijah Skandinavije v folklori opisana kot »posledica nenehnega ropota cerkvenih zvonov«. Zaradi tega zvonjenja so troli odšli v druge dežele, čeprav ne brez odpora; številna izročila pripovedujejo, kako so troli uničili cerkev v gradnji ali metali balvane in kamenje v dokončane cerkve. Veliki lokalni kamni so včasih opisani kot produkt trolovega meta. Poleg tega se v 20. stoletju izvor določenih skandinavskih znamenitosti, kot so določeni kamni, pripisuje trolom, ki so se lahko na primer spremenili v kamen, ko so bili izpostavljeni sončni svetlobi.